# Scabrotrophon tegularis
Scabrotrophon tegularis is een slakkensoort uit de familie van de Muricidae. De wetenschappelijke naam van de soort is voor het eerst geldig gepubliceerd in 1977 door Golikov & Gulbin.